# Impatiens putii
Impatiens putii är en balsaminväxtart som beskrevs av William Grant Craib. Impatiens putii ingår i släktet balsaminer, och familjen balsaminväxter. Inga underarter finns listade i Catalogue of Life.